# Catasetum confusum
Catasetum confusum är en orkidéart som beskrevs av Gustavo Adolfo Romero. Catasetum confusum ingår i släktet Catasetum och familjen orkidéer. Inga underarter finns listade i Catalogue of Life.